# Зеркальное отражение (рассказ)
«Зеркальное отражение» (англ. Mirror image) — один из рассказов о роботах и применении трёх законов робототехники Айзека Азимова. Рассказ входит в цикл «Детектив Элайдж Бейли и робот Дэниел Оливо». В русском переводе известно и другое название произведения: «Зеркальное отображение закона».
В СССР произведение было впервые опубликовано в антологии «Практичное изобретение» в 1974 году в серии «Зарубежная фантастика».
Рассказ был озвучен Владом Коппом и DJ Инкогнито в рамках проекта «Модель для сборки» в 2000 году.

## Сюжет
К Элайджу Бейли за помощью обратился Дэниел, который летел на корабле к Авроре, где должна была состояться научная конференция с участием известных и не очень математиков. И надо же было такому случиться, что два математика — доктор Себбет и доктор Гумбольдт оспаривают гениальную идею, которая пришла в голову одному из них. Всё осложняется тем, что камердинеры этих математиков — роботы, рассказывают одну и ту же историю, но с зеркальным отражением имён. Для капитана корабля крайне нежелательно, чтобы разразился скандал, ведь это плохо отразится и на его репутации; соответственно, решение конфликта может быть на руку и Земле в целом — капитан достаточно влиятельный человек на своей планете.
Бейли не может допросить самих математиков; они отказываются говорить с землянином. Ему приходится допросить роботов. Во время допроса, он приводит для каждого робота аргумент, который должен заставить его поменять показания на противоположные из-за Первого Закона Роботехники. Но в то время как робот Себбета меняет показания без проблем, робот Гумбольдта выходит из строя. Бейли заявляет, что первый робот просто переключился с правды на ложь, но второй переключился с лжи, подкрепленной приказом, на правду, что значительно труднее. Значит, в попытке плагиата виновен Гумбольдт. Под весом улик, тот признается.
Дэниел спрашивает, как Бейли пришел к такому выводу. Ведь он не роботехник: откуда ему знать, какой переход труднее? Бейли объясняет что, добившись асимметрии в показаниях, он просто использовал её, чтобы обвинить того математика, которого подозревал изначально. Ведь Себбет — молодой (по меркам космонитов) учёный, ему нет и пятидесяти, в то время как Гумбольдту за двести пятьдесят, и он считается одним из величайших математиков человечества. Соответственно, для Себбета Гумбольдт — едва ли не бог, которого он почитает с тех пор, как начал заниматься математикой. Для Гумбольдта же Себбет — желторотый выскочка. Можно было предсставить себе, что молодой человек решит поделиться со своим кумиром блестящим открытием. Можно было представить, что маститый учёный сочтёт себя вправе украсть идею выскочки. Обратное же было немыслимо как в первом случае, так и во втором.